# Gabriel Shelly
Gabriel Shelly (ur. 24 października 1968 w Dublinie, Irlandia) – irlandzki niepełnosprawny sportowiec, uprawiający boccię. Mistrz paraolimpijski z Sydney w 2000 roku. Brązowy medalista paraolimpijski z Pekinu w 2008 roku.

## Medale Igrzysk Paraolimpijskich

### 2008
- - Boccia - indywidualnie - BC1

### 2000
- - Boccia - indywidualnie - BC1